# Nプラス
Nプラス（エヌプラス）とは商品ロゴの一つ。ノビレチンとβ-ラクトグロブリンの同時摂取によるアレルギー症状に対する緩和効果が期待される商品に付けられる。愛媛大学大学院農学研究科、伊方サービス株式会社、四国乳業株式会社との共同研究により発見された技術で、柑橘類の果皮に含まれるノビレチンと乳製品に含まれるβ-ラクトグロブリンを同時摂取することでアレルギー抑制効果が出ることが期待される。ノビレチンの頭文字Nを取り、β-ラクトグロブリンとの増強効果を「PLUS（プラス）」と表現することで、Nプラスと名付けられた。